# Demonax rufogriseus
Demonax rufogriseus là một loài bọ cánh cứng trong họ Cerambycidae.